# Werner von Moltke
Werner Konrad Graf von Moltke (Mühlhausen, 24 maggio 1936 – Nieder-Olm, 29 luglio 2019) è stato un multiplista tedesco.

## Palmarès

### Europei
- 2 medaglie:
  - 1 oro (Budapest 1966 nel decathlon)
  - 1 argento (Belgrado 1962 nel decathlon)